# 亀山甚
亀山 甚（かめやま じん、1885年（明治18年）6月10日 - 1974年（昭和49年）1月13日）は、明治・大正・昭和期にかけての銀行家。

## 経歴
茨城県鹿島郡夏海村（現東茨城郡大洗町）に生まれ、高等小学校卒業後、1900年（明治33年）に15歳で川崎銀行に入り水戸支店から銀行業務を始める。半年後、川崎銀行本店に移り20年間為替、貸付など実務を担当し、また川崎家の若手を指導した。自著「銀行とともに六十年」によれば、最終学歴は、神田錦町の夜学の東京商業学校（東京学園高校の前身）卒業。
1919年（大正8年）35歳で、足利銀行に副支配人として派遣され、実質的に同行の運営を担った。地方銀行としては異例であったが、東京に本部機構を移し東京から本支店に取締役総務部長として指示をおこなった。この間、第一次世界大戦後の恐慌の直前に貸出の回収を断行し、恐慌のため市場の資金が逼迫すると一転して資金供給を図り優良取引先の拡大を行い、経営基盤の強化をした。また、競合銀行の買収を行うなどネットワークを広げ、宇都宮に拠点を確保した。関東大震災に際しては焼失した東京支店を16日目に再建し震災復興の先駈けとした。
1925年（大正14年）40歳で麹町銀行の支配人となり、同行が川崎第百銀行に合併されるまで3年間経営を任され、人材育成に注力することにより、預金量を4倍に増やし、金融恐慌に際しても川崎銀行の援助を仰ぐことなく乗り切った。
1929年（昭和4年）、44歳で川崎貯蓄銀行が実質的に川崎第百銀行から独立経営に移行するのを期に同行の常務取締役となり、国債で供託すべきところを外貨邦債に切り替えて供託して大きな値上がり益を獲得し、金解禁でダメージを受けた有価証券損を一掃した。また、定期積金に注力して同行の預金量順位を引き上げた。
1930年（昭和5年）から水戸の常盤銀行の取締役を兼務したが、1933年（昭和8年）に47歳で同行の頭取となり、1935年（昭和10年）に土浦の五十銀行を合併し、常陽銀行の初代頭取となった。この間、川崎第百銀行が不振であったことから、川崎貯蓄銀行を合併させることを提言し、1936年（昭和11年）第百銀行として再編するに至る段取りを行った。
常陽銀行では、合併銀行の人の和に留意するとともに利息逓減貸付制度、愛国預金制度（預金相当額の国債を銀行が購入）を創設したことなどにより、業績を上げ第百銀行に依存しなくてもよい体質に改善した。第百銀行が1943年（昭和18年）に三菱銀行と合併した後は、常陽銀行の経営に専念しその発展に尽くした。
戦後の1951年（昭和26年）から7年余り地銀協会長を務め、内国為替決済制度の存続問題、行員教育制度としての「銀行講座」の開始、長期信用銀行の設立、金利問題などを協会長として取り組んだ。
1958年（昭和33年）に常陽銀行の会長となると同時に、1953年（昭和28年）から取締役を務めていた日本火災海上保険の社長に72歳で招請され、5年弱の間、同社の経営に当たり、収入保険料を大幅に伸張させ、また、海外営業への道筋を付けた。
常陽銀行、日本火災ではそれぞれ、会長、取締役相談役となり、1974年（昭和49年）89歳で死去。
この間、水戸商工会議所会頭、茨城県商工経済会会頭、茨城県共同募金会会長、茨城キリスト教学園後援会長、財団法人水戸東武館初代理事長などを務める。
1955年（昭和30年）黄綬褒章受章。1971年（昭和46年）勲三等旭日中綬章受章、1974年（昭和49年）従四位に叙せられる。号は得月。

## 著書
- 『銀行と共に六十年』 牧村四郎、昭和37年。
- 『青少年と剣道』 社会教育協会、昭和41年。